# Heilig Hartbeeld (Zeilberg)
Het Heilig Hartbeeld is een standbeeld in de Nederlandse plaats Zeilberg (Deurne), in de provincie Noord-Brabant.

## Achtergrond
Rond 1928 werd in Zeilberg een stenen Heilig Hartbeeld geplaatst. Wellicht in 1926 ter gelegenheid van het 12½-jarig pastoorsjubileum van pastoor Marinus J. Piggen (1879-1943) of ter gelegenheid van diens zilveren priesterjubileum in 1930. In 1978 waren er plannen om het beeld te restaureren en het beeld werd verwijderd, de restaurator zag er echter vanwege de poreusheid van het beeld geen heil in. Het beeld kwam later in particuliere handen terecht.
Het huidig beeld naast de pastorie van de Sint-Willibrorduskerk werd in de vroege jaren twintig gemaakt door de Düsseldorfse beeldhouwer Franz Linden. Het stond eerder in Tilburg en Weert en sinds 1979 in Zeilberg. Een identiek beeld werd in 1920 in Boxmeer geplaatst.

## Beschrijving
Het bronzen beeld toont Christus ten voeten uit, gekleed in gedrapeerd gewaad. Hij wijst met zijn linkerhand naar het Heilig Hart op zijn borst, met zijn rechterhand houdt hij zijn kleed vast. In beide handen zijn de stigmata zichtbaar.
Het beeld staat op een taps toelopende bakstenen sokkel met deksteen. Aan de voorzijde is een plaat aangebracht met het opschrift: 

KOMT ALLEN
TOT MIJ

AAN HET
H. HART
VAN
JEZUS
DE PAROCHIE
ZEILBERG